# A No-Rough-Stuff-Type Deal
A No-Rough-Stuff-Type Deal is de zevende en laatste aflevering van het eerste seizoen van de televisieserie Breaking Bad. De aflevering werd voor het eerst uitgezonden in de Verenigde Staten op 9 maart 2008.

## Verhaal
Walter heeft een geheime identiteit gecreëerd en noemt zich in het drugsmilieu voortaan Heisenberg. Het lijkt wel of hij zich zelfverzekerder voelt met zijn pseudoniem. Hij heeft een deal met Tuco gesloten. In ruil voor een grote som geld, levert hij een pond meth af. Maar Walter mist een belangrijk ingrediënt voor het bereiden van meth. Hij heeft slechts een halve pond meth voor Tuco, maar eist toch het volledige bedrag. Tuco wordt even gek, maar gaat uiteindelijk akkoord.
Jesse denkt dat Walter hen in de problemen heeft gebracht met die deal. Ze kunnen nooit op tijd het ontbrekende ingrediënt vinden. Maar Walter heeft een plan: hij wil in een magazijn met chemische producten inbreken. Op die manier kunnen ze alsnog hun meth koken. Als de diefstal is gelukt bereiden de twee in het huis van Jesse de meth, omdat de camper niet wil starten. Terwijl het duo hier mee bezig is blijkt dat op hetzelfde moment er een open huis plaatsvindt bij Jesse. Na een uitbarsting stuurt Jesse alle potentiële kijkers naar huis en kunnen ze toch de afgesproken hoeveelheid meth produceren. Tuco kijkt eerst raar op van de kleur (blauw) maar na een kleine test is hij dik tevreden en laat hij het een van zijn handlangers zoals altijd wegen. Diezelfde handlanger praat voor Tuco tegen Walter en dat zint Tuco totaal niet wat uitmondt op een woordenwisseling tussen Tuco en zijn handlanger. Nadat Tuco door Walter even wordt gekalmeerd slaat Tuco alsnog toe en bewerkt zijn handlanger zo ernstig dat deze knock-out en met hevige hoofdwonden moet worden afgevoerd door een andere handlanger van Tuco, waarmee hij laat zien dat hij gruwelijk en meedogenloos kan zijn. Ondertussen ontdekt Skyler dat haar zus Marie aan kleptomanie lijdt.

## Rolverdeling
- Bryan Cranston - Walter H. White
- Anna Gunn - Skyler White
- Aaron Paul - Jesse Pinkman
- Dean Norris - Hank Schrader
- Betsy Brandt - Marie Schrader
- RJ Mitte - Walter White Jr.
- Raymond Cruz - Tuco
- Steven Michael Quezada - Gomez

## Titel
De titel van deze aflevering verwijst naar een quote uit de film Fargo (1996) van Joel en Ethan Coen. Met een no-rough-stuff-type deal bedoelt men een regeling of deal zonder geweld.